# جهش ایمان (فیلم)
جهش ایمان (به انگلیسی: Leap of Faith) فیلمی محصول سال ۱۹۹۲ و به کارگردانی ریچارد پیرس است. در این فیلم بازیگرانی همچون استیو مارتین، دبرا وینگر، لولیتا داویدوویچ، لیام نیسون، لوکاس هاس، آلبرتینا واکر، میت لوف، فیلیپ سیمور هافمن، ام. سی. گینی، لاچانز، فیلیس سامرویل و تروا ایوانز ایفای نقش کرده‌اند.